# Браун, Дик
Дик Бра́ун (англ. Dick Brown) — американский кёрлингист.
В составе мужской сборной США участник и серебряный призёр чемпионата мира 1962. Двукратный чемпион США среди мужчин. Команда была «семейная», кроме Дика Брауна в ней были его тесть Фран Клеффман и сын Франа, шурин Дика Терри Клеффман; единственным не родственником остальных был Ник Джерулл.
Играл на позиции четвёртого, был скипом команды.

## Достижения
- Чемпионат мира по кёрлингу среди мужчин: серебро (1962).
- Чемпионат США по кёрлингу среди мужчин: золото (1959, 1962).

## Команды
| Сезон   | Четвёртый | Третий         | Второй        | Первый      | Турниры             |
| ------- | --------- | -------------- | ------------- | ----------- | ------------------- |
| 1958—59 | Дик Браун | Терри Клеффман | Фран Клеффман | Ник Джерулл | ЧСША 1959           |
| 1961—62 | Дик Браун | Терри Клеффман | Фран Клеффман | Ник Джерулл | ЧСША 1962 · ЧМ 1962 |

(скипы выделены полужирным шрифтом)